# Hintonia lumaeana
Hintonia lumaeana là một loài thực vật có hoa trong họ Thiến thảo. Loài này được (Baill.) Bullock mô tả khoa học đầu tiên năm 1935.